# 悦来镇 (南通市)
悦来镇是中华人民共和国江苏省南通市海门区下辖的一个镇。
2012年11月30日，江苏省人民政府批复同意撤销悦来镇、万年镇、三阳镇，将原三镇所辖区域合并，设立新的悦来镇，镇政府驻原悦来镇复兴街12号。

## 行政区划
悦来镇下辖以下村级行政区划单位：
悦来镇社区、三条桥街社区、万忠村、悦合村、信民村、悦南村、袁李村、悦来村、习正村、三其村、凤阳村、松林村、云彩村、保卫村、匡南村、安庄村、启文村、忠义村、锡祥村、盛昌中路社区、耀昌村、仲文村、廷奎村、长征村、射阳村、镇兴村、万盛村、中圩村、裴雷村、开泰街社区、友爱村、保民村、永平村、鲜行村、福山村、汉兴村、同善村、普新村和阳东村。